# Mostdipf-Preis
Der Mostdipf-Preis wird seit 1972 von den Oberösterreichischen Nachrichten an drei Persönlichkeiten aus unterschiedlichen Lebensbereichen vergeben. Benannt wurde der Preis nach der täglichen Kolumne Vitus Mostdipf.

## Preisträger chronologisch
- 1978: Hubert Mann[1]
- 1983: Werner Schneyder
- 1991: Wolfgang Aistleitner
- 2004: Althea Bridges
- 2005: Martina Eitzinger (Haubenköchin), Hannes Trinkl, Die Seer
- 2006: Wolfgang Böck, Michaela Dorfmeister, Johann Sulzberger
- 2007: Gisela Schreiner (ORF), Fritz Karl, Rainer Mennicken (Landestheater-Intendant)
- 2008: Ingrid Pernkopf (Gastwirtin), Viktor Gernot, Liu Jia (Tischtennis-Europameisterin 2005 und Olympiateilnehmerin 2008)
- 2009: Paul Gludovatz, Birgit und Ernst Mielacher (Mostbauern), Monika Leidinger (Feuerwehr-Kommandantin)[2]
- 2010: Gerlinde Kaltenbrunner, Karl Ploberger, Klaus Eberhartinger[3]
- 2011: Pepi Wimmleitner (Gstanzlsinger), Friedrich Achleitner, Günther Lainer[4]
- 2012: Gabriele Wild-Obermayr (Gemüseproduzentin), Alois Brandstetter, maschek.[5]
- 2013: Ernst Hausleitner, Brigitte Kren, Michael Reisecker (Reiseckers Reisen)
- 2014: Werner Gruber, Barbara Rett, Hermann Scheinecker[6]
- 2015: Ferry Öllinger, Birgit Gerstorfer (Arbeitsmarktservice Oberösterreich), Willi Klinger (Österreich Weinmarketing GmbH)[7]
- 2016: Martina Ebm, Blonder Engel (Musikkabarettist), Markus Liebl (Generaldirektor der Brau Union)[8]
- 2017: Elsa Schlader (Urfahraner Markt), BlöZinger und Oliver Glasner[9]
- 2018: Silvia Schneider, Raimund Baumschlager, Friedrich Schneider[10]
- 2019: Poxrucker Sisters, Christian Rainer und Leo Windtner[11]
- 2020: Gerlinde Schimpl (Kräuterwirtin), Adele Neuhauser, Franz Welser-Möst[12]
- 2021: Helga Rabl-Stadler (Salzburger Festspiele), Bernd Lamprecht (Mediziner in Linz), Vincent Kriechmayr (Sportler)[13]
- 2022: Gerda Rogers, Brigitta Schickmaier, Paul Zauner[14]
- 2023: Ewald Pöschko, Daniela Dett und Gerhard Haderer[15][16]
- 2024: Gertrude Schatzdorfer-Wölfel, Christoph „Krauli“ Held und die Musiker von folkshilfe[17]
- 2025: Brigitte Hütter, Gerald Scheiblehner und Johann Holzinger[18]

## Weitere Preisträger
- Hubert von Goisern
- Haymo Pockberger
- Otto Schenk
- Heinrich Forstinger, Wirt aus Schärding
- Sophia Loren[7]
- Hermann Maier[7]